# Heterusia hypophlebica
Heterusia hypophlebica är en fjärilsart som beskrevs av Louis Beethoven Prout 1923. Heterusia hypophlebica ingår i släktet Heterusia och familjen mätare. Inga underarter finns listade i Catalogue of Life.